# José Alberto Furque
José Alberto Furque (n. Catamarca, 14 de marzo de 1949) es un abogado y político radical argentino que ejerció como Diputado de la Nación Argentina en representación de la provincia de Catamarca por dos períodos consecutivos entre 1983 y 1991, como dirigente de la Unión Cívica Radical. Elegido tras la restauración de la democracia en Argentina y reelegido en 1987.
En 1988 fue candidato del radicalismo a gobernador de Catamarca en las elecciones extraordinarias celebradas tras la muerte de Vicente Saadi, con Simón Hernández como compañero de fórmula, ubicándose en segundo puesto con el 35,64% de los votos detrás del 58,46% del postulante justicialista Ramón Saadi.
Finalizado su segundo mandato como diputado, en 1991, Furque regresó a Catamarca. Durante la década de 1990 se distanció de la UCR y adhirió al Frente País Solidario, siendo candidato por dicha formación a diputado en 1995, sin resultar electo y retornando más tarde al radicalismo, gobernante de la provincia dentro del Frente Cívico y Social. A partir del año 2000 se retiró de la política por un tiempo para dedicarse a la actividad legal. En las elecciones de 2011 fue candidato a diputado nacional por la coalición radical, nuevamente sin resultar electo.
Volvió a separarse de la UCR para adherir al partido GEN, por el cual fue una vez más candidato a gobernador en las elecciones provinciales de 2019. Su compañero de fórmula fue Luis Alberto Andraca. Si bien pasó la barrera de las elecciones primarias con un 2,61% de los votos, se ubicó en las elecciones generales en un lejano cuarto puesto, con el 1,73%.